# Palatul Adolf Grünberger
Palatul Adolf Grünberger sau Școala Primară Israelită este o clădire istorică situată pe strada Ion Luca Caragiale nr. 1 din Timișoara.
Face parte din Situl urban „Fabric” (II), monument istoric cod LMI TM-II-s-B-06097.

## Istorie
În 1889, terenul pe care se află clădirea a fost cumpărat de către Adolf Grünberger. Zece ani mai târziu, în 1909, proprietarul clădirii devine Henrik Tauber, negustor de cherestea care avea un depozit în parteneriat cu Dávid Hübsch, care era și vecinul său.
În 1916, proprietatea este vândută de către Prima Bancă Timișoareană (în maghiară: Temesvári Első Takarékpénztár; în germană: Erste Temesvarer Sparkassa) către Rudolf (Rezső) Deutsch, care era președintele comunității neologe Status-Quo din cartierul Fabric. Imobilul a trecut cel mai probabil în proprietatea comunității evreiești, în anii 1920, care l-a amenajat ca Școală Primară Israelită, cu sprijinul lui Dávid Hübsch, Rudolf Totis, care era director general al ILSA, și Victor Klein, director executiv al ILSA și președinte al comunității evreiești din Fabric.
În timpul celui de-Al Doilea Război Mondial, Liceul Israelit din Timișoara a fost evacuat, pentru a servi ca sediul al Chesturii Poliției Timișoara, învățământul pentru clasele superioare continuând, parțial, în incinta acestei clădiri.
După reforma învățământului din 1948, care a dus la desființarea școlilor elementare și liceelor israelite, clădirea a fost desemnată ca sediu pentru școala de limbă idiș. Această decizie a fost luată în contextul autorizării școlilor de stat pentru minorități de a funcționa.
În 1958, școala a fost în cele din urmă desființată din cauza numărului redus de elevi.

## Descriere
Clădirea este construită în stil eclectic istoricist. Clădirea prezintă un colț teșit rezultat în urma intersecției fațadelor, formând o mică fațadă de colț.
1. ↑  „Casa Adolf Grünberger”. Heritage of Timișoara. Accesat în 12 septembrie 2023.
2. ↑  Neumann, Getta (2023). Pe urmele Timișoare evreiești - mai mult decât un ghid. Humanitas. p. 189-190. ISBN 978-973-50-7814-0.